# 王起蛟
王起蛟，字际云，號還朴，山东兖州府郓城县人，明朝政治人物。

## 生平
萬曆四年（1576年）丙子科山东鄉試二十二名舉人，二十三年（1595年）乙未科會試第七十七名，廷試三甲第六十一名進士。禮部觀政，六月初授洪洞县知县，二十八年山西同考，二十九年三月升户部浙江司主事，督通州仓，卒于官。公究心理学，陶石篑先生雅重之。

## 家族
曾祖王道，庠生。祖王鋭，庠生。父王國儀，贈文林郎洪洞县知县。母王氏，贈孺人。永感下。娶任氏，封孺人。